# Зохран Мамдани
Зохран Кваме Мамдани (енгл. Zohran Kwame Mamdani; рођен 18. октобра 1991) је амерички политичар који је члан Скупштине државе Њујорк из 36. округа, са седиштем у Квинсу, од 2021. године. Као члан Демократске странке и Демократских социјалиста Америке, он је претпостављени демократски кандидат за градоначелника Њујорка на изборима 2025. године.
Рођен у Уганди, Мамдани је емигрирао у Сједињене Државе као дете и дипломирао на колеџу Боудоин 2014. године. Пре него што је ушао у политику, радио је као заговорник становања и продуцент реп музике у Њујорку. Први пут је изабран у Скупштину државе Њујорк 2020. године након што је победио актуелног посланика који је имао четири мандата, а од тада је поново изабран без противљења. Његови законодавни приоритети у Скупштини укључивали су реформу становања, транспорт и енергетику.
Године 2024, Мамдани је најавио своју кандидатуру за градоначелника Њујорка на изборима за градоначелника 2025. године. Његова предизборна платформа укључује подршку бесплатним градским аутобусима, јавној бризи о деци, градским продавницама прехрамбених производа, замрзавању закупнина за јединице са стабилизованом закупнином и изградњи приступачних стамбених јединица. Током демократске предизборне кампање, Мамдани је добио неколико подршки од истакнутих прогресивних политичара, укључујући Бернија Сандерса и Александрију Окасио-Кортез, привлачећи пажњу због својих отворених ставова о Израелу и Палестини. 24. јуна 2025. године, Мамдани је постао претпостављени кандидат након уступка Ендруа Куома. Ако буде изабран, Мамдани би постао први муслимански градоначелник, први азијски градоначелник, први миленијалски градоначелник и први градоначелник који је повезан са Демократским социјалистима Америке од 1993. године.

## Младост и образовање
Зохран Кваме Мамдани је рођен 18. октобра 1991. године, у Кампали, Уганда. Његов отац је Махмуд Мамдани, професор индијско-угандских и постколонијалних студија на Универзитету Колумбија гуџаратског муслиманског порекла, а мајка му је Мира Наир, индијско-америчка филмска редитељка панџапског порекла. Отац му је дао средње име Кваме, у част Кваме Нкруме.
Када је имао пет година, Мамдани се са породицом преселио у Кејптаун, у Јужној Африци. Похађао је гимназију Светог Ђорђа док је његов отац радио на Универзитету у Кејптауну. Породица се преселила у Њујорк када је Мамдани имао седам година. Завршио је школу за децу у улици Банк, а затим средњу школу за науку у Бронксу. Мамдани је похађао колеџ Боудоин у Мејну, где је суоснивао школско огранак Студенти за правду у Палестини. Дипломирао је 2014. године са дипломом основних студија.

## Каријера
Пре него што се кандидовао за функцију, Мамдани је радио као саветник за превенцију одузимања имовине и становање, помажући власницима кућа са нижим приходима, припадницима обојених група, у Квинсу, са обавештењима о исељењу и напорима да остану у својим домовима. Рекао је да га је то искуство мотивисало да се кандидује за функцију како би се решио проблем становања и кризе приступачности станова.

### Рана каријера у политици
Мамдани је ушао у политику града Њујорка као волонтер за кампању Алија Наџмија на посебним изборима 2015. године за 23. округ Градског већа. Године 2017, Мамдани се придружио Демократским социјалистима Америке (ДСА) и радио је за кампању кандидата за Градско веће Њујорка Хадера Ел-Јатима, палестинског лутеранског свештеника и демократског социјалисте из Беј Риџа, Бруклин. Мамдани је био руководилац кампање за кандидатуру Роса Баркана за Сенат државе Њујорк 2018. године, а такође је био и организатор на терену за кампању колегинице демократске социјалистке Тифани Кабан за окружног тужиоца округа Квинс 2019. године.

### Скупштина државе Њујорк (2020–данас)
У октобру 2019. године, Мамдани је најавио своју кампању за заступање 36. округа Државне скупштине Њујорка, који обухвата Асторију и Лонг Ајленд Сити у Квинсу. Подржала га је ДСА, кандидујући се на платформи реформе становања, реформе полиције и затвора и јавног власништва над комуналним услугама. Мамданијева победа на прелиминарним изборима у јуну 2020. године над четворомандатном демократском председницом Аравелом Симотас трајала је скоро месец дана да се објаве резултати, а он је победио на општим изборима без републиканске противнице у новембру. Мамдани је поново изабран без противнице 2022. и 2024. године.
Мамдани је члан осмочланог блока „Социјалисти на власти“ ДСА и Муслиманског демократског клуба Њујорка. Његов скупштински округ обухвата део Асторије, који има значајну популацију муслиманских и арапских гласача.
Мамдани је био члан девет скупштинских одбора: Одбора за старење; Одбора за градове; Одбора за изборно право; Одбора за енергетику; Одбора за опорезивање некретнина; Законодавног кокуса за црнце, Порториканце, Хиспанце и Азије; Радне групе за Порториканце/Хиспанце; Радне групе за азијско-пацифичке Америке; и Радне групе за нове Американце.
Мамдани је био главни спонзор 20 закона у Скупштини — од којих су три постала закон — и коспонзор 238 закона. Од јуна, био је једини државни посланик у трци за градоначелника који није пропустио седницу у Олбанију 2025. године.
На овој позицији, међу својим достигнућима је навео освајање преко 100 милиона долара из државног буџета за побољшање услуга метроа, покретање успешног пилот пројекта бесплатних аутобуса и организовање Њујорчана да поразе предложену „прљаву електрану“.